# Jens Rohde

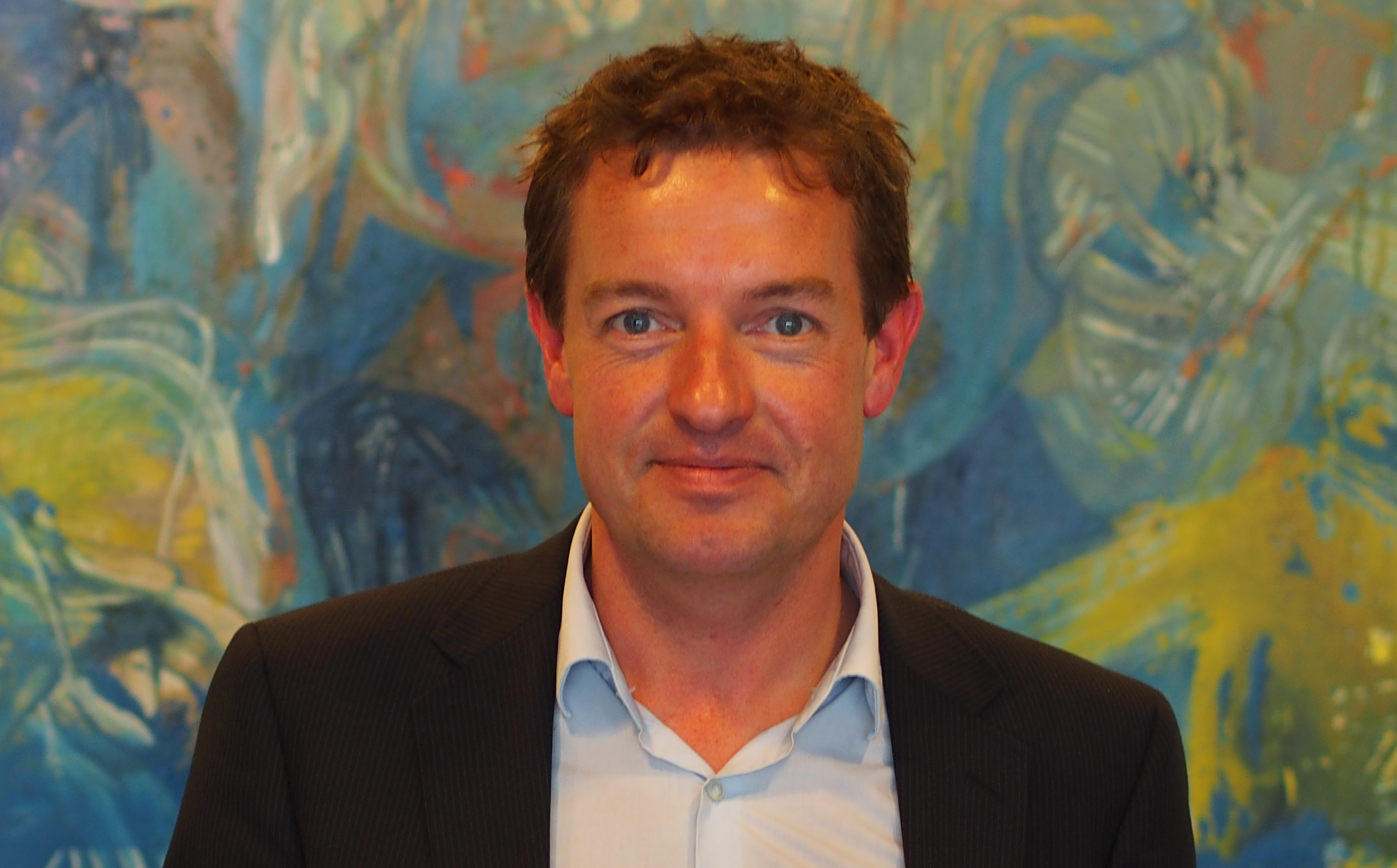
Jens Rohde (2014)

Jens Rohde (* 18. April 1970 in Holstebro) ist ein dänischer Politiker (Venstre, Radikale Venstre, Kristendemokraterne, Venstre) und war von 1998 bis 2007 Vertreter im Folketing, von 2009 bis 2019 Abgeordneter im Europäischen Parlament und von 2019 bis 2022 erneut Folketingsmitglied.

## Beruf
Rohde arbeitete 1984–1997 als Journalist bei Radio Viborg, u. a. als Sportkommentator und EU-Reporter. Gleichzeitig war er 1991–1994 bei den Werbeagenturen CC Marketing Silkeborg und Byro in Viborg tätig. 1998 unterrichtete er Medien an der Viborg Ungdomsskole. Er betrieb eine eigene Beraterfirma JR media und leitete ab 1994 die Handelsvereinigung in Viborg. Schließlich schrieb er regelmäßig in den Zeitungen des Berlingske-Verlags.

## Politik
Seit 1993 war Rohde Mitglied der rechtsliberalen Venstre-Partei. 1998 zog er in das Folketing ein. Von 2001 bis 2006 war er politischer Sprecher seiner Fraktion. Gegen die Mehrheit der Fraktion stimmte er für ein Gesetz, das lesbischen oder alleinstehenden Frauen ein Recht auf künstliche Befruchtung einräumte. 2005 trat er aus der dänischen Volkskirche aus, nachdem hunderte Pastoren im Weihnachtsgottesdienst die Asylpolitik der liberal-konservativen Regierung kritisiert hatten. Als Venstres medienpolitischer Sprecher setzte er sich energisch für eine Privatisierung des Senders TV 2 ein.
Zum 9. Januar 2007 verließ er das Parlament, um Direktor von TV 2 Radio zu werden. Diesen Posten verlor er jedoch am 13. November 2007, dem Tag der Folketingswahl. Sein Arbeitgeber gab an, Vorkommnisse während des Wahlkampfes hätten an Rohdes politischer Neutralität zweifeln lassen. Bereits zuvor war Rohde mit Spitzenvertretern der Sozialdemokraten aneinandergeraten.
Seit 2009 gehört Rohde dem Europäischen Parlament an. Zur Europawahl 2014 wurde er von der Parteispitze nicht als Spitzenkandidat nominiert, nachdem er weitreichende EU-Reformen angemahnt hatte. Rohde revanchierte sich Ende Mai 2014, indem er als erster Spitzenpolitiker den Rücktritt seines angeschlagenen Parteivorsitzenden Lars Løkke Rasmussen forderte.
Am 19. Dezember 2015 verließ Rohde seine Partei aus Protest gegen deren restriktive Asyl- und Ausländerpolitik und trat den oppositionellen Sozialliberalen bei. In diesem Zusammenhang äußerte er, Venstre habe sich in den letzten Jahren zunehmend von ihren liberalen Werten entfernt und zu stark der Dänischen Volkspartei angenähert. Im April 2021 wechselte er erneut die Partei und trat den Kristendemokraterne bei. 2022 trat er aus der Partei wieder aus und stattdessen erneut Venstre bei.